# Azteca Fight League
Azteca Fight League es una organización de artes marciales mixtas y otros deportes de combate con sede en México, fundada en 2019.

## Historia
Azteca Fight League fue fundada en 2019 destinada a mejorar y dar forma a los deportes de combate en la región noreste de la República. AFL llevó a cabo su evento inaugural AFL 1 el 13 de diciembre del citado año en Monterrey.
En agosto de 2025, AFL retorna su actividad tras más de un año con el anuncio del evento AFL 11 en el Salón Ribera.

## Reglas

### Resultados de un combate
Los combates pueden terminar a través de:
- Sumisión: un peleador palmea la alfombra o a su oponente, expresa verbalmente, o claramente comunica estar sufriendo de dolor (por ejemplo al gritar) a un nivel que hace que el árbitro detenga la pelea.
- KO: un peleador entra en un estado de inconsciencia.
- KO Técnico (TKO): Si el árbitro decide que un peleador no puede continuar, la pelea se declara como un nocaut técnico (TKO).
- Decisión de los jueces: En función de puntuación, un combate puede terminar como:

1. Decisión unánime (los tres jueces votan al mismo peleador).
2. Decisión mayoritaria (dos jueces votan una victoria para un peleador, el tercero vota empate).
3. Decisión dividida (dos jueces votan una victoria para un peleador, el tercero opta por el otro peleador).
4. Empate unánime (los tres jueces votan un empate).
5. Empate mayoritario (dos jueces votan por un empate, el tercer juez vota por una victoria).
6. Empate dividido (un juez vota victoria para un peleador, el segundo vota por una victoria para el otro peleador, y el tercero vota un empate).
7. Empate técnico (el combate finaliza de una manera similar a la de una (decisión técnica), con el resultado de los jueces resulta en un empate).

Los combates también pueden acabar en decisión técnica, empate técnico, descalificación, retiro o sin resultado.

## Eventos
| #  | Evento | Fecha                   | Sede                         | Localización                   | Ref.   |
| -- | ------ | ----------------------- | ---------------------------- | ------------------------------ | ------ |
| 1  | AFL 1  | 13 de diciembre de 2019 | Circulo Mercantil Mutualista | Monterrey, Nuevo León          | [ 3 ]  |
| 2  | AFL 2  | 22 de octubre de 2020   | Circulo Mercantil Mutualista | Monterrey, Nuevo León          | [ 4 ]  |
| 3  | AFL 3  | 12 de diciembre de 2020 | Circulo Mercantil Mutualista | Monterrey, Nuevo León          | [ 5 ]  |
| 4  | AFL 4  | 12 de febrero de 2021   | Circulo Mercantil Mutualista | Monterrey, Nuevo León          | [ 6 ]  |
| 5  | AFL 5  | 9 de abril de 2021      | Circulo Mercantil Mutualista | Monterrey, Nuevo León          | [ 7 ]  |
| 6  | AFL 6  | 27 de agosto de 2021    | Circulo Mercantil Mutualista | Monterrey, Nuevo León          | [ 8 ]  |
| 7  | AFL 7  | 3 de diciembre de 2021  | Auditorio DIMO               | Aguascalientes, Aguascalientes | [ 9 ]  |
| 8  | AFL 8  | 1 de abril de 2022      | Cintermex                    | Monterrey, Nuevo León          | [ 10 ] |
| 9  | AFL 9  | 12 de agosto de 2022    | Cintermex                    | Monterrey, Nuevo León          | [ 11 ] |
| 10 | AFL 10 | 25 de agosto de 2023    | Cintermex                    | Monterrey, Nuevo León          | [ 12 ] |